# M-4 (Pakistan)

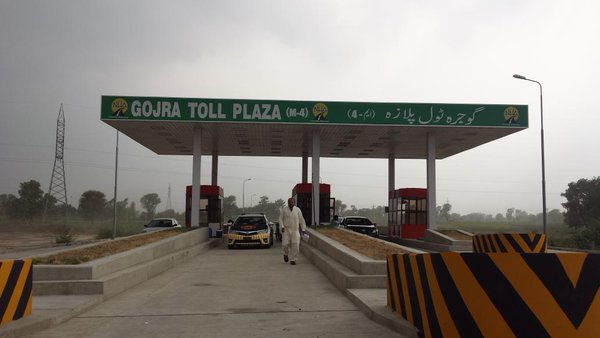

De M-4 (Urdu: موٹروے 4) is een autosnelweg in Pakistan. De M-4 verbindt de M-2 in Pindi Bhattian en de M-3 in Abdul Hakeem met de M-5 in Multan over een afstand van 309 kilometer. De snelweg werd geopend in 2003.
M-1 ·
M-2 ·
M-3 ·
M-4 ·
M-5 ·
M-6 ·
M-7 ·
M-8 ·
M-9 ·
M-10 ·
M-11 ·
M-12 ·
M-13 ·
M-14 ·
M-15 ·
M-16 ·
L-20